# Sunny Jane (calciatore)
Sunny Jane, pseudonimo di Tšotleho Jane (Maseru, 17 luglio 1991), è un calciatore lesothiano, attaccante dell'East Riffa e della Nazionale lesothiana.

## Carriera

### Club
Nel 2018 ha segnato 2 reti in 7 presenze nella prima divisione cambogiana con il Phnom Penh Crown.

### Nazionale
Ha esordito in nazionale nel 2014.